# CEV Champions League 2010-2011 (femminile)
La CEV Champions League di pallavolo femminile 2010-2011 è stata la 51ª edizione del massimo torneo pallavolistico europeo per squadre di club; iniziata con la fase a gironi il 23 novembre 2010, si è conclusa con la final-four di Istanbul, in Turchia, il 20 marzo 2011. Alla competizione hanno partecipato 20 squadre e la vittoria finale è andata per la prima volta al VakıfBank Güneş Sigorta Spor Kulübü.

## Sistema di qualificazione
All'edizione del 2010-2011 hanno preso parte 20 squadre provenienti dalle 54 federazioni affiliate alla CEV. Per ogni federazione hanno partecipato un certo numero di club a seconda della Ranking List aggiornata annualmente; federazioni con un coefficiente maggiore hanno avuto più club rispetto a quelle con un punteggio minore. Il massimo di compagini per ogni nazione è di tre, privilegio riservato per questa edizione solo all'Italia, anche se grazie alla wild-card hanno goduto di tre squadre anche Turchia e Polonia.
Di seguito è riportato lo schema di qualificazione (su base Ranking List 2010):
- Posizione 1 ( Italia): 3 squadre
- Posizioni 2-4 ( Russia,  Francia,  Polonia,  Turchia): 2 squadre
- Posizioni 5-7 ( Croazia,  Romania,  Serbia,  Spagna,  Svizzera): 1 squadra

Le wild cards sono state assegnate all'Azerbaigian, alla Polonia, alla Turchia e alla Repubblica Ceca.

## Squadre partecipanti
| - Aguere - Stella Rossa - Rabitə Baku - Bergamo - BKS - Dinamo Bucarest - RC Cannes - Eczacıbaşı - Fenerbahçe - VakıfBank GS | - Budowlani Łódź - Dinamo Mosca - ASPTT Mulhouse - Muszyna - Zareč'e Odincovo - Robursport Pesaro - Prostějov - Split - Villa Cortese - Voléro Zurigo |

## Fase a gironi

### Gironi
| Girone A                                           | Girone B                              | Girone C                                       | Girone D                                         | Girone E                                          |
| -------------------------------------------------- | ------------------------------------- | ---------------------------------------------- | ------------------------------------------------ | ------------------------------------------------- |
| Stella Rossa VakıfBank GS Muszyna Zareč'e Odincovo | Bergamo Fenerbahçe Dinamo Mosca Split | Aguere Eczacıbaşı ASPTT Mulhouse Voléro Zurigo | RC Cannes Budowlani Łódź Prostějov Villa Cortese | Rabitə Baku BKS Dinamo Bucarest Robursport Pesaro |

## Play-off a 12
I sorteggi per gli accoppiamenti dei playoff a 12 si sono svolti il 14 gennaio 2011 a Lussemburgo ( Lussemburgo), alla presenza del comitato esecutivo della CEV. In quest'occasione è stata anche scelta la città turca di Istanbul come organizzatrice della Final Four. Conseguentemente la squadra del Fenerbahçe Spor Kulübü, vincitrice del girone B, è stata qualificata d'ufficio alle semifinali; il suo posto nel sorteggio è stato preso dalla terza migliore terza lo Volejbol'nyj klub Zareč'e Odincovo, proveniente dal girone A.

### Squadre qualificate
- Rabitə Baku[1]
- Eczacıbaşı
- VakıfBank GS
- Muszyna[2]
- Robursport Pesaro
- Voléro Zurigo[3]

## Play-off a 6

### Squadre qualificate
- Rabitə Baku
- Fenerbahçe[4]
- VakıfBank GS
- Robursport Pesaro

## Final-four
La final-four si è disputata ad Istanbul ( Turchia) e gli incontri si sono svolti al Burhan Felek Spor Salonu. Le semifinali si sono disputate sabato 19 marzo, mentre la finale 3º/4º posto e la finalissima si sono giocate domenica 20 marzo.
Gli accoppiamenti della final-four, stabiliti dal regolamento CEV, prevedono che in caso di qualificazione di due squadre della stessa nazione, queste si incontrino in semifinale: questa eventualità si è verificata tra le squadre turche del Fenerbahçe Spor Kulübü e VakıfBank Güneş Sigorta Spor Kulübü.

### Finali 1º e 3º posto
|  | Semifinali        | Semifinali        | Semifinali  |             |              | Finale             | Finale             | Finale             |  |
|  |                   |                   |             |             |              |                    |                    |                    |  |
|  | Fenerbahçe        | Fenerbahçe        | 2           |             |              |                    |                    |                    |  |
|  | Fenerbahçe        | Fenerbahçe        | 2           |             |              |                    |                    |                    |  |
|  | VakıfBank GS      | VakıfBank GS      | 3           |             |              |                    |                    |                    |  |
|  | VakıfBank GS      | VakıfBank GS      | 3           |             | VakıfBank GS | VakıfBank GS       | 3                  |                    |  |
|  |                   |                   |             |             | VakıfBank GS | VakıfBank GS       | 3                  |                    |  |
|  |                   |                   | Rabitə Baku | Rabitə Baku | 0            |                    |                    |                    |  |
|  | Rabitə Baku       | Rabitə Baku       | Rabitə Baku | Rabitə Baku | 0            | 3                  |                    |                    |  |
|  | Rabitə Baku       | Rabitə Baku       |             |             |              | 3                  |                    |                    |  |
|  | Robursport Pesaro | Robursport Pesaro | 1           |             |              | Finale 3º/4º posto | Finale 3º/4º posto | Finale 3º/4º posto |  |
|  | Robursport Pesaro | Robursport Pesaro | 1           |             |              |                    |                    |                    |  |
|  |                   |                   |             |             |              |                    |                    |                    |  |
|  |                   |                   |             |             |              | Fenerbahçe         | Fenerbahçe         | 3                  |  |
|  |                   |                   |             |             |              | Fenerbahçe         | Fenerbahçe         | 3                  |  |
|  |                   |                   |             |             |              | Robursport Pesaro  | Robursport Pesaro  | 1                  |  |